# فرودگاه کورو
فرودگاه کورو  (به انگلیسی: Koro Airport) یک فرودگاه همگانی با کد یاتا KXF است . این فرودگاه در شهر جزیره کورو کشور فیجی قرار دارد و در ارتفاع ۱۰۹ متری از سطح دریا واقع شده‌است.

## شرکت‌های هواپیمایی و مقصدهای پروازی
| شرکت‌های هواپیمایی               | مقصدهای پروازی |
| ------------------------------- | -------------- |
| فیجی ایرویز اجرا توسط فیجی لینک | نوسوری         |